# Motor Lublin (piłka nożna) w sezonie 1961/1962
Sezon 1961/1962 był dla Motoru Lublin 9. sezonem na trzecim szczeblu ligowym. W dwudziestu rozegranych spotkaniach, Motor zdobył 24 punkty i zajął drugie miejsce w tabeli. Trenerem zespołu był Franciszek Pytel. Był to pierwszy sezon, w którym Motor w roli gospodarza występował na oddanym do użytku 3 sierpnia 1961 stadionie przy ulicy Kresowej.

## Przebieg sezonu
W przerwie letniej piłkarze Motoru przebywali na zgrupowaniu w Mielcu, ponadto rozegrali mecz sparingowy między innymi ze Stalą Kraśnik. Nowym trenerem drużyny lubelskiej został Franciszek Pytel. Podczas przerwy w rozgrywkach 6 października Motor, w obecności 3 tysięcy widzów, zagrał ze Spartakiem Brześć (1:1), a 6 listopada z I-ligową Stalą Mielec. Spotkanie ze Stalą na stadionie przy ulicy Kresowej odbyło się w ramach obchodów X-lecia FSC i zakończyło się zwycięstwem gości 4:3. Bramki dla Motoru zdobyli Grudziński (dwie) i Kasprzyk. Drużyna FSC wystąpiła w składzie: Mikołajczak, Jakubiec, Majewski, Szafrański, Widera, A. Pieszek, Piechota, Kasprzyk, Grudziński, B. Pieszek, Grudziński.
Do rundy jesiennej lubelskiej ligi okręgowej przystąpiło 11 zespołów, w tym rezerwy Lublinianki. Ze względu na obowiązujący w sezonie 1961 w II lidze system wiosna-jesień, spadkowicz z tej klasy rozgrywkowej – Lublinianka – przystąpił do rozgrywek ligi okręgowej w połowie sezonu 1961/1962, podobnie jak Stal Kraśnik, która jesienią 1961 brała udział w rozgrywkach finałowych o II ligę. Rezerwy Lublinianki przesunięto na wiosnę 1962 do Klasy A, a wyniki z rundy jesiennej tego zespołu zostały anulowane.
W styczniu drużyna w składzie 17-osobowym przebywała na obozie przygotowawczym w Dusznikach-Zdroju. W przerwie zimowej Motor rozegrał mecze kontrolne z Pronitem Pionki (5:0), Polonią Warszawa (1:3), KSZO Ostrowiec Świętokrzyski (5:5) i ze Starem Starachowice (4:2 i 7:1). W lutym Motor nazwiązał współpracę z innym lubelskiem klubem – Sygnałem. Pierwszy mecz rundy wiosennej Motor rozegrał na Kresowej z Ładą Biłgoraj w składzie: Mikołajczak, Jakubiec, Majewski, Szafrański, Widera, Dąbek (A. Pieszek), Jezierski, Kasprzyk, Grudziński, B. Pieszek, Mielniczek. Jedyną bramkę zdobył rezerwowy Augustyn Pieszek. 
Po zakończeniu sezonu o mistrzostwie okręgu decydował dwumecz pomiędzy najlepszą drużyną całego sezonu według „tabeli ogólnej” (Motor) oraz najlepszą drużyną rudny wiosennej według „tabeli wiosny” (Lublinianka). W pierwszym spotkaniu, 30 maja, na stadionie przy ul. Kresowej padł wynik remisowy 1:1. W rewanżu rozegranym cztery dni później zwyciężył Motor 1:0 i został mistrzem lubelskiej okręgówki. Mistrzostwo zdobyli: bramkarze Paweł Mikołajczak i Marian Bartocha oraz Bolesław Majewski, Edward Widera, Maciej Famulski, Marian Jezierski, Edward Szafrański, Stanisław Mielniczek, Maksymilian Dąbek, Franciszek Jakubiec, Augustyn Pieszek, Bernard Pieszek, Józef Kasprzyk, Roman Grudziński. Zespół prowadzili Franciszek Pytel i Stanisław Rudnicki.
W grupie barażowej Motor rywalizował ze Startem Łódź, Polonią Warszawa, Mazurem Ełk i Granicą Kętrzyn, zajmując ostatecznie 2. miejsce. Przed decydującą kolejką rundy finałowej, Motor potrzebował zwycięstwa w wyjazdowym spotkaniu przeciwko Startowi, by doprowadzić do dodatkowego meczu barażowego. W meczu, na którym zjawiło się 20 tysięcy widzów, padł wynik bezbramkowy co dało awans łódzkiej drużynie. 

## Mecze ligowe w sezonie 1961/1962
| Data                 | Przeciwnik       | D/W | Miejsce                   | Wynik M/P | Strzelcy                                                                                                | Źródło        |
| -------------------- | ---------------- | --- | ------------------------- | --------- | --- | ------------- |
|                      |                  |     |                           |           | |               |
| RUNDA JESIENNA       |                  |     |                           |           | |               |
|                      |                  |     |                           |           | |               |
| 27 sierpnia 1961     | Łada Biłgoraj    | W   | Biłgoraj                  | 2:1       | Jezierski ?', ?' (k)                                                                                    | [ 22 ]        |
| 2 września 1961      | Wisła Puławy     | D   | Stadion przy Nowej Drodze | 4:2       | Bogusław 5', 36', 42', Jezierski 46'                                                                    | [ 23 ] [ 24 ] |
| 17 września 1961     | Avia Świdnik     | D   | Stadion Startu            | 1:1       | Bogusław ?'                                                                                             | [ 25 ] [ 26 ] |
| 20 września 1961     | Technik Zamość   | W   | Zamość                    | 1:0       | brak danych                                                                                             | [ 27 ]        |
| 23 września 1961     | Chełmianka Chełm | D   | Stadion Startu            | 11:1      | Kasprzyk ?', ?', ?', ?', Bogusław ?', ?', Jezierski ?', ?', · Widera ?', Grudziński ?', Jakubiec ?' (k) | [ 28 ]        |
| 1 października 1961  | Unia Hrubieszów  | D   | Stadion przy ul. Kresowej | 6:0       | brak danych                                                                                             |               |
| 22 października 1961 | Hetman Zamość    | W   | Zamość                    | 1:2       | Jezierski 88'                                                                                           | [ 29 ]        |
| 29 października 1961 | Gwardia Chełm    | W   | Chełm                     | 3:0       | A. Pieszek 62', Kasprzyk 65', Jezierski 74'                                                             | [ 30 ]        |
| 3 listopada 1961     | Stal Poniatowa   | D   | Stadion przy ul. Kresowej | 12:1      | B. Pieszek ?', ?', ?', ?', ?', Kasprzyk ?', ?', ?', Grudziński ?', ?', ?', Bogusław ?'                  | [ 31 ]        |
|                      |                  |     |                           |           | |               |
| RUNDA WIOSENNA       |                  |     |                           |           | |               |
|                      |                  |     |                           |           | |               |
| 11 marca 1962        | Łada Biłgoraj    | D   | Stadion przy ul. Kresowej | 1:0       | B. Pieszek ?'                                                                                           | [ 15 ]        |
| 25 marca 1962        | Wisła Puławy     | W   | Puławy                    | 4:2       | Jezierski 6', Bogusław 19', brak danych                                                                 | [ 32 ]        |
| 31 marca 1962        | Technik Zamość   | D   | Stadion przy ul. Kresowej | 2:0       | Kasprzyk 44', Grudziński 70'                                                                            | [ 33 ] [ 34 ] |
| 8 kwietnia 1962      | Avia Świdnik     | W   | Świdnik                   | 1:0       | Mielniczek ?' (k)                                                                                       | [ 35 ] [ 36 ] |
| 15 kwietnia 1962     | Chełmianka Chełm | W   | Chełm                     | 5:2       | Mielniczek ?', ?', Famulski ?', Bogusław ?', Grudziński ?'                                              | [ 37 ] [ 38 ] |
| 21 kwietnia 1962     | Stal Kraśnik     | D   | Stadion przy ul. Kresowej | 0:0       | | [ 39 ]        |
| 29 kwietnia 1962     | Unia Hrubieszów  | W   | Hrubieszów                | 9:0       | brak danych                                                                                             |               |
| 5 maja 1962          | Hetman Zamość    | D   | Stadion przy ul. Kresowej | 6:0       | Famulski ?', ?', Grudziński ?', Widera ?', B. Pieszek ?', ?'                                            | [ 40 ]        |
| 12 maja 1962         | KS Lublinianka   | W   | Stadion Lublinianki       | 1:2       | Kasprzyk 57'                                                                                            | [ 41 ]        |
| 19 maja 1962         | Gwardia Chełm    | D   | Stadion Startu            | 5:0       | Famulski ?', Kasprzyk ?', Jezierski ?', Grudziński ?', Jakubiec ?' (k)                                  | [ 42 ]        |
| 27 maja 1962         | Stal Poniatowa   | W   | Poniatowa                 | 2:1       | Mielniczek ?', ?' (sam)                                                                                 | [ 43 ] [ 44 ] |

## Tabele lubelskiej ligi okręgowej
| Poz | Klub             | M  | Pkt | Bz | Bs |
| --- | ---------------- | -- | --- | -- | -- |
| 1.  | Motor Lublin     | 20 | 34  | 77 | 15 |
| 2.  | Avia Świdnik     | 20 | 22  | 38 | 23 |
| 3.  | KS Lublinianka   | 11 | 21  | 41 | 7  |
| 4.  | Hetman Zamość    | 20 | 21  | 30 | 34 |
| 5.  | Łada Biłgoraj    | 20 | 20  | 33 | 27 |
| 6.  | Technik Zamość   | 20 | 17  | 27 | 45 |
| 7.  | Gwardia Chełm    | 20 | 16  | 27 | 37 |
| 8.  | Stal Kraśnik     | 11 | 15  | 29 | 14 |
| 9.  | Stal Poniatowa   | 20 | 15  | 31 | 57 |
| 10. | Wisła Puławy     | 20 | 15  | 36 | 44 |
| 11. | Unia Hrubieszów  | 20 | 13  | 29 | 52 |
| 12. | Chełmianka Chełm | 20 | 13  | 22 | 55 |

| Poz | Klub             | M  | Pkt | Bz | Bs |
| --- | ---------------- | -- | --- | -- | -- |
| 1.  | KS Lublinianka   | 11 | 21  | 41 | 7  |
| 2.  | Motor Lublin     | 11 | 19  | 36 | 7  |
| 3.  | Stal Kraśnik     | 11 | 15  | 29 | 14 |
| 4.  | Łada Biłgoraj    | 11 | 13  | 20 | 13 |
| 5.  | Wisła Puławy     | 11 | 12  | 20 | 22 |
| 6.  | Hetman Zamość    | 11 | 11  | 16 | 23 |
| 7.  | Avia Świdnik     | 11 | 10  | 21 | 14 |
| 8.  | Gwardia Chełm    | 11 | 9   | 16 | 20 |
| 9.  | Technik Zamość   | 11 | 9   | 15 | 31 |
| 10. | Stal Poniatowa   | 11 | 7   | 24 | 29 |
| 11. | Chełmianka Chełm | 11 | 5   | 10 | 29 |
| 12. | Unia Hrubieszów  | 11 | 3   | 11 | 43 |

Poz – pozycja, M – rozegrane mecze, Pkt – punkty, Bz – bramki zdobyte, Bs – bramki stracone

## Mecze barażowe o mistrzostwo lubelskiej ligi okręgowej
| Data           | Przeciwnik     | D/W | Miejsce                   | Wynik M/P | Strzelcy      | Widzów  | Źródło |
| -------------- | -------------- | --- | ------------------------- | --------- | ------------- | ------- | ------ |
| 30 maja 1962   | KS Lublinianka | D   | Stadion przy ul. Kresowej | 1:1       | Kasprzyk 18'  | 12 tys. | [ 45 ] |
| 3 czerwca 1962 | KS Lublinianka | W   | Stadion Lublinianki       | 1:0       | Jezierski 84' | 15 tys. | [ 46 ] |

## Runda finałowa o awans II ligi
| Data            | Przeciwnik       | D/W | Miejsce                   | Wynik M/P | Strzelcy                                                                           | Widzów  | Źródło        |
| --------------- | ---------------- | --- | ------------------------- | --------- | ---------------------------------------------------------------------------------- | ------- | ------------- |
| 17 czerwca 1962 | Granica Kętrzyn  | W   | Kętrzyn                   | 2:0       | Famulski 6', Jezierski 86'                                                         | 4 tys.  | [ 47 ] [ 48 ] |
| 23 czerwca 1962 | Mazur Ełk        | D   | Stadion przy ul. Kresowej | 2:0       | Mielniczek 70', B. Pieszek 89'                                                     | 8 tys.  | [ 49 ] [ 50 ] |
| 30 czerwca 1962 | Polonia Warszawa | W   | Stadion Marymontu         | 0:2       |                                                                                    | 3 tys.  | [ 51 ]        |
| 8 lipca 1962    | Start Łódź       | D   | Stadion przy ul. Kresowej | 1:0       | Jezierski 85'                                                                      | 10 tys. | [ 52 ] [ 53 ] |
| 15 lipca 1962   | Granica Kętrzyn  | D   | Stadion przy ul. Kresowej | 8:1       | B. Pieszek 3', ?', Widera 30', ?', Jezierski 43', ?', Kasprzyk 57', Grudziński 59' | 6 tys.  | [ 54 ] [ 55 ] |
| 22 lipca 1962   | Mazur Ełk        | W   | Ełk                       | 1:4       | Kasprzyk ?'                                                                        |         | [ 56 ]        |
| 29 lipca 1962   | Polonia Warszawa | D   | Stadion przy ul. Kresowej | 5:0       | Famulski ?', 87' Kasprzyk ?', Mielniczek 73' (k), B. Pieszek 89'                   | 7 tys.  | [ 57 ]        |
| 5 sierpnia 1962 | Start Łódź       | W   | Łódź                      | 0:0       |                                                                                    | 20 tys. | [ 21 ]        |

### Tabela rundy finałowej
| Poz | Klub             | M | Pkt | Bz | Bs |
| --- | ---------------- | - | --- | -- | -- |
| 1.  | Start Łódź       | 8 | 13  | 18 | 2  |
| 2.  | Motor Lublin     | 8 | 11  | 19 | 7  |
| 3.  | Polonia Warszawa | 8 | 10  | 23 | 10 |
| 4.  | Mazur Ełk        | 8 | 4   | 11 | 24 |
| 5.  | Granica Kętrzyn  | 8 | 2   | 6  | 34 |

Poz – pozycja, M – rozegrane mecze, Pkt – punkty, Bz – bramki zdobyte, Bs – bramki stracone